# Louis Antoine Dussol
Pour les articles homonymes, voir Dussol.
Louis Antoine Dussol est un homme politique français né le 15 septembre 1776 à Sarrazac (Lot) et décédé le 9 novembre 1857 au Granger (Lot).

## Biographie
Propriétaire, maire de Sarrazac, il est député du Lot de 1821 à 1831, siégeant à gauche, puis évoluant vers la droite.

## Sources
- Ressources relatives à la vie publique :   - base Léonore
  - Base Sycomore
- « Louis Antoine Dussol », dans Adolphe Robert et Gaston Cougny, Dictionnaire des parlementaires français, Edgar Bourloton, 1889-1891 [détail de l’édition]